# Огайо Хаус (Філадельфія)
39°59′06″ пн. ш. 75°12′58″ зх. д. / 39.985° пн. ш. 75.216111111111° зх. д.
Будинок Огайо, або Будинок штату Огайо — це історична будівля, розташована в західній частині парку Фейрмаунт, Філадельфія. Будинок був побудований з різних пісковиків Огайо і функціонував як експонат штату Огайо на виставці Centennial Exposition 1876 року. Єдиними вцілілими спорудами виставки є Меморіальна зала та дві невеликі кімнати відпочинку; будівля є єдиним вцілілим експонатом штату, що залишився від виставки. Будинок був відреставрований до святкування двохсотріччя у 1976 році, а у 2006 році був переданий в оренду компанії Ohio House Partners Фондом історичного збереження парку Фейрмаунт. Після масштабної реставрації будівля була відкрита для відвідувачів у листопаді 2007 року і відтоді функціонує як кафе, місце проведення заходів та офіси.
Будинок Огайо занесений до Філадельфійського реєстру історичних місць (англ. Philadelphia Register of Historic Places) і є інвентаризованою спорудою в межах історичного району Фейрмаунт-Парк, внесеного до Національного реєстру історичних місць.